# Crozes-Hermitage
Crozes-Hermitage – miejscowość i gmina we Francji, w regionie Owernia-Rodan-Alpy, w departamencie Drôme.
Według danych na rok 1990 gminę zamieszkiwało 375 osób, a gęstość zaludnienia wynosiła 68 osób/km² (wśród 2880 gmin regionu Rodan-Alpy Crozes-Hermitage plasuje się na 1257. miejscu pod względem liczby ludności, natomiast pod względem powierzchni na miejscu 1475).